# Dyckia brachyphylla
Dyckia brachyphylla är en gräsväxtart som beskrevs av Lyman Bradford Smith. Dyckia brachyphylla ingår i släktet Dyckia och familjen Bromeliaceae. Inga underarter finns listade i Catalogue of Life.